# Exposition-Risiko-Beziehung
Die Exposition-Risiko-Beziehung (ERB) eines Stoffes beschreibt in der Toxikologie den Zusammenhang zwischen der Massenkonzentration und der statistischen Wahrscheinlichkeit des Auftretens einer Erkrankung. In Deutschland ermittelt der Ausschuss für Gefahrstoffe Exposition-Risiko-Beziehungen für krebserzeugende Stoffe, die vom Bundesministerium für Arbeit und Soziales im Gemeinsamen Ministerialblatt als Technische Regel für Gefahrstoffe (TRGS) 910 bekannt gegeben werden. Sie beschreiben den Zusammenhang zwischen der Konzentration eines krebserzeugenden Stoffes, der inhalativ aufgenommen wird, und der statistischen Wahrscheinlichkeit des Auftretens einer Krebserkrankung während des gesamten Lebens. Exposition-Risiko-Beziehungen nach TRGS 910 sind somit statistisch-mathematische Funktionen und keine Zahlen- oder Grenzwerte.
Gesundheitsbasierte Arbeitsplatzgrenzwerte können für krebserzeugende Arbeitsstoffe oft nicht abgeleitet werden, da es in der Regel keine Exposition gibt, bei der eine gesundheitliche Beeinträchtigung der Beschäftigten vollkommen ausgeschlossen werden kann. Die Aufstellung stoffspezifischer Exposition-Risiko-Beziehungen ermöglicht die Ableitung von Akzeptanz- und Toleranzkonzentrationen, die mit einem definierten, zusätzlichen Krebsrisiko assoziiert sind. Bei der Ableitung der ERB wird von einer Exposition in der Luft am Arbeitsplatz während des gesamten Arbeitslebens ausgegangen, d. h. arbeitstäglich acht Stunden über einen Zeitraum von 40 Jahren.
Stoffspezifische Akzeptanz- und Toleranzkonzentrationen sollen nach TRGS 400 als Beurteilungsmaßstäbe für die Gefährdungsbeurteilung bei Tätigkeiten mit krebserzeugenden Gefahrstoffen herangezogen werden. Um die Notwendigkeit und Dringlichkeit von Schutzmaßnahmen zu bestimmen, wird dabei die an einem Arbeitsplatz gemessene Expositionshöhe mit den abgeleiteten Akzeptanz- und Toleranzkonzentrationen verglichen.
Mit dem Inkrafttreten der Neufassung der Gefahrstoffverordnung (GefStoffV) am 1. Januar 2005 wurden die Technischen Richtkonzentrationen für krebserzeugende Arbeitsstoffe in Deutschland abgeschafft. Im Jahr 2007 beschloss der Ausschuss für Gefahrstoffe ein Risikokonzept für krebserzeugende Stoffe, das 2008 in der Bekanntmachung zu Gefahrstoffen Risikowerte und Exposition-Risiko-Beziehungen für Tätigkeiten mit krebserzeugenden Gefahrstoffen (BekGS 910) veröffentlicht wurde.
Nach fünfjähriger Erprobungsphase entschied der Ausschuss für Gefahrstoffe im Jahr 2013 die BekGS 910 als Technische Regel für Gefahrstoffe 910 neu zu fassen. Seit Februar 2014 ist die TRGS 910 mit ihrer Veröffentlichung im Gemeinsamen Ministerialblatt rechtskräftig.
Die TRGS 910 konkretisiert § 6 (Gefährdungsbeurteilung) und § 10 (Ableitung der Schutzmaßnahmen) der geltenden deutschen Gefahrstoffverordnung.

## Akzeptanz- und Toleranzkonzentrationen
Nach TRGS 910 ist die Akzeptanzkonzentration die Konzentration eines Stoffes in der Luft am Arbeitsplatz, die über seine Exposition-Risiko-Beziehung dem Akzeptanzrisiko entspricht und bei Unterschreitung mit einem niedrigen, hinnehmbaren Krebsrisiko verbunden ist. Das Akzeptanzrisiko ist eine stoffübergreifende Größe. Es gibt die statistische Wahrscheinlichkeit für das Auftreten einer Krebserkrankung in der Höhe von 4:10.000 an. Das heißt, dass beim Einhalten der Akzeptanzkonzentration am Arbeitsplatz ein zusätzliches Krebsrisiko von 4:10.000 existiert. Es besteht somit statistisch die Wahrscheinlichkeit, dass von 10.000 Beschäftigten, die während des gesamten Arbeitslebens gegenüber dem Arbeitsstoff exponiert sind, vier an Krebs erkranken. Das Akzeptanzrisiko soll bis zum Jahr 2018 auf 4:100.000 gesenkt werden.
Nach TRGS 910 ist die Toleranzkonzentration die Konzentration eines Stoffes in der Luft am Arbeitsplatz, die über seine Exposition-Risiko-Beziehung dem Toleranzrisiko entspricht und bei Überschreitung mit einem hohen, nicht hinnehmbaren Krebsrisiko verbunden ist. Das Toleranzrisiko ist eine stoffübergreifende Größe. Es entspricht einem zusätzlichen Krebsrisiko von 4:1.000. Es besteht somit beim Einhalten der Toleranzkonzentration am Arbeitsplatz statistisch die Wahrscheinlichkeit, dass von 1.000 Beschäftigten, die während des gesamten Arbeitslebens gegenüber dem Arbeitsstoff exponiert sind, vier an Krebs erkranken.
Bisher hat der Ausschuss für Gefahrstoffe Exposition-Risiko-Beziehungen für die folgenden Stoffe aufgestellt:
| Stoff                            | Akzeptanzkonzentration | Toleranzkonzentration | Bemerkung |
| -------------------------------- | ---------------------- | --------------------- | --- |
| Acrylamid                        | 0,07 mg/m3             | 0,15 mg/m3            | |
| Acrylnitril                      | 0,26 mg/m3             | 2,6 mg/m3             | |
| Aluminiumsilikat-Fasern          | 10.000 F/m3            | 100.000 F/m3          | siehe auch TRGS 558                                                                                           |
| Arsenverbindungen                | 0,83 µg/m3             | 8,3 µg/m3             | einatembare Fraktion; gilt für Arsenverbindungen, die als C1A oder C1B eingestuft wurden (z. B. Arsentrioxid) |
| Asbest                           | 10.000 F/m3            | 100.000 F/m3          | siehe auch TRGS 517 und TRGS 519                                                                              |
| Benzol                           | 0,2 mg/m3              | 1,9 mg/m3             | |
| Benzo(a)pyren                    | 70 ng/m3               | 700 ng/m3             | in bestimmten PAK-Gemischen; einatembare Fraktion                                                             |
| Benzotrichlorid                  | 1,5 µg/m3              | 15 µg/m3              | |
| Bromethylen                      | 3,7 mg/m3              | 3,7 mg/m3             | |
| 1,3-Butadien                     | 0,5 mg/m3              | 5 mg/m3               | |
| Cadmium und Cadmium-Verbindungen | 0,9 µg/m3 (A-Fraktion) | 2 µg/m3 (A-Fraktion)  | gilt für Cadmiumverbindungen, die als C1A oder C1B eingestuft worden sind (z. B. Cadmiumchlorid)              |
| Cobalt und Cobalt-Verbindungen   | 0,5 µg/m3 (A-Fraktion) | 5 µg/m3 (A-Fraktion)  | gilt für Cobaltverbindungen, die als C1A oder C1B eingestuft worden sind                                      |
| Chloropren                       | 0,51 mg/m3             | 5,15 mg/m3            | |
| Chrom(VI)-Verbindungen           |                        | 1 µg/m3 (E-Fraktion)  | Risiko 4:1.000 bei 1 µg/m3                                                                                    |
| 1,2-Dichlorethan                 | 0,8 mg/m3              | 4 mg/m3               | |
| Dimethylnitrosamin               | 0,075 µg/m3            | 0,75 µg/m3            | |
| Epichlorhydrin                   | 2,3 mg/m3              | 8 mg/m3               | |
| Ethylenoxid                      | 0,2 mg/m3              | 2 mg/m3               | |
| Hydrazin                         | 2,2 µg/m3              | 22 µg/m3              | |
| 4,4'-Methylendianilin            | 70 µg/m3               | 700 µg/m3             | |
| Nickel-Verbindungen              | 6 µg/m3 (A-Fraktion)   | 6 µg/m3 (A-Fraktion)  | |
| 2-Nitropropan                    | 0,18 mg/m3             | 1,8 mg/m3             | |
| Trichlorethen                    | 33 mg/m3               | 60 mg/m3              | |